# Флоріан Грілліч
Флоріан Грілліч (нім. Florian Grillitsch; нар. 7 серпня 1995, Нойнкірхен) — австрійський футболіст, півзахисник німецького клубу «Гоффенгайм».
Виступав, зокрема, за клуб «Вердер», а також національну збірну Австрії.

## Клубна кар'єра
Народився 7 серпня 1995 року в місті Нойнкірхен. Розпочав займатися футболом у школі «Поттсшаха», а у 2008 році перейшов в школу «Санкт-Пельтена». 21 червня 2013 року підписав контракт з «Вердером». Наступні 2 роки Флоріан провів у другій команді, разом з якою вийшов у Третю Лігу.
Перед початком сезону 2015/16 почав викликатися до першої команди, за яку дебютував 15 серпня 2015 року, вийшовши на заміну в матчі проти «Шальке 04». Відіграв за бременський клуб наступні два сезони своєї ігрової кар'єри. Більшість часу, проведеного у складі «Вердера», був основним гравцем команди.
1 липня 2017 року на правах вільного агента перейшов у «Гоффенгайм 1899».. Станом на 23 лютого 2018 року відіграв за гоффенгаймський клуб 16 матчів в національному чемпіонаті.

## Виступи за збірні
2011 року дебютував у складі юнацької збірної Австрії, взяв участь у 20 іграх на юнацькому рівні, відзначившись 11 забитими голами. У складі збірної до 19 років взяв участь у юнацькому чемпіонаті Європи 2014 року, на якому забив два голи у трьох матчах, а збірна стала півфіналісткою турніру.
Протягом 2014—2016 років залучався до складу молодіжної збірної Австрії і був учасником молодіжного чемпіонату світу 2015 року, де також вийшов зі збірною із групи. Загалом на молодіжному рівні зіграв у 14 офіційних матчах, забив 5 голів.
У березні 2017 року дебютував в офіційних матчах у складі національної збірної Австрії в товариському матчі проти збірної Фінляндії, вийшовши на заміну у перерві.
| Дата       | Місто      | Господарі            | Результат | Гості     | Турнір                               | Голи | Примітки |
| ---------- | ---------- | -------------------- | --------- | --------- | ------------------------------------ | ---- | -------- |
| 28-3-2017  | Інсбрук    | Австрія              | 1 – 1     | Фінляндія | товариський матч                     | -    | 46'      |
| 11-6-2017  | Дублін     | Ірландія             | 1 – 1     | Австрія   | Відбір до ЧС 2018                    | -    | 79'      |
| 5-9-2017   | Відень     | Австрія              | 1 – 1     | Грузія    | Відбір до ЧС 2018                    | -    | 80'      |
| 6-10-2017  | Відень     | Австрія              | 3 – 2     | Сербія    | Відбір до ЧС 2018                    | -    | 77'      |
| 9-10-2017  | Кишинів    | Молдова              | 0 – 1     | Австрія   | Відбір до ЧС 2018                    | -    |          |
| 14-11-2017 | Відень     | Австрія              | 2 – 1     | Уругвай   | товариський матч                     | -    | 74'      |
| 23-3-2018  | Клагенфурт | Австрія              | 3 – 0     | Словенія  | товариський матч                     | -    | 74'      |
| 27-3-2018  | Люксембург | Люксембург           | 0 – 4     | Австрія   | товариський матч                     | 1    | 81'      |
| 30-5-2018  | Інсбрук    | Австрія              | 1 – 0     | Росія     | товариський матч                     | -    | 46'      |
| 2-6-2018   | Клагенфурт | Австрія              | 2 – 1     | Німеччина | товариський матч                     | -    | 79'      |
| 10-6-2018  | Відень     | Австрія              | 0 – 3     | Бразилія  | товариський матч                     | -    | 65'      |
| 6-9-2018   | Прага      | Австрія              | 2 – 0     | Швеція    | товариський матч                     | -    | 81'      |
| 11-9-2018  | Зениця     | Боснія і Герцеговина | 1 – 0     | Австрія   | Ліга націй УЄФА 2018-2019 - 1-й етап | -    | 81'      |
| 21-3-2019  | Відень     | Австрія              | 0 – 1     | Польща    | Відбір до ЧЄ 2020                    | -    | 84'      |
| 6-9-2019   | Зальцбург  | Австрія              | 6 – 0     | Латвія    | Відбір до ЧЄ 2020                    | -    | 81'      |
| 19-11-2019 | Рига       | Латвія               | 1 – 0     | Австрія   | Відбір до ЧЄ 2020                    | -    |          |
| Усього     |            | Матчів               | 16        |           | Голів                                | 1    |          |